# Calatabiano
Calatabiano település Olaszországban, Szicília régióban, Catania megyében. Lakosainak száma 5121 fő (2023. január 1.). Calatabiano Castiglione di Sicilia, Fiumefreddo di Sicilia, Giardini-Naxos, Linguaglossa, Taormina és Piedimonte Etneo községekkel határos.

## Népesség
A település népességének változása:
| Lakosok száma | 5258 | 5274 | 5121 |
|               | 2017 | 2018 | 2023 |